# Giovanni Botero
Pour les articles homonymes, voir Botero.
Giovanni Botero (en latin Ioannes Boterus), né en 1544 à Bene Vagienna et mort en 1617 à Turin, est un prêtre, penseur politique et homme de lettres italien.

## Biographie
La première partie de sa vie se déroule dans le cadre des collèges de la Compagnie de Jésus, d'abord comme élève (dès 1559 au moins) puis comme professeur de rhétorique et de philosophie dans plusieurs collèges italiens et français.
D'un caractère réputé difficile, il entretient des rapports conflictuels avec la hiérarchie jésuite, jusqu'à être exclu de la Compagnie en 1580.
Il devient le protégé du puissant cardinal archevêque de Milan, Charles Borromée, puis son « premier secrétaire » à partir de 1582. C'est alors que commence sa carrière d'auteur.
Après la mort du cardinal (1584), il entre au service de Charles-Emmanuel Ier, qui l'envoie pour une mission diplomatique secrète en France, en compagnie de René de Lucinge, l'ambassadeur officiel du Piémont, dans le but probable de nouer des contacts avec la Ligue à Paris. Botero y reste la majeure partie de l'année 1585. Il entretient une réflexion croisée avec René de Lucinge qui publie en 1588, un an avant lui, une œuvre sur La Naissance, Durée et Chute des États qui partage certains de ses thèmes de réflexion sur la raison d'État.
À partir de 1586, il entre au service du cardinal Federico Borromeo, le jeune cousin de Charles. À Rome, il le servira jusqu'en 1598, d'abord comme précepteur, puis comme conseiller, secrétaire ou encore envoyé diplomatique.
Consulteur de la Congrégation de l'Index dès 1587, Botero devient à plein titre un homme de la curie romaine, où son jeune protecteur Frédéric Borromée est nommé cardinal en 1588. C'est là qu'il conçoit et écrit les trois œuvres qui le rendent vite célèbre: Des causes de la grandeur des villes (Delle cause della grandezza delle città, 1588), De la raison d'État (Della ragion di stato, 1589, mais 1598 pour la version définitive) et Les Relations universelles (Le Relazioni universali, 1591-1596).

## Philosophie politique

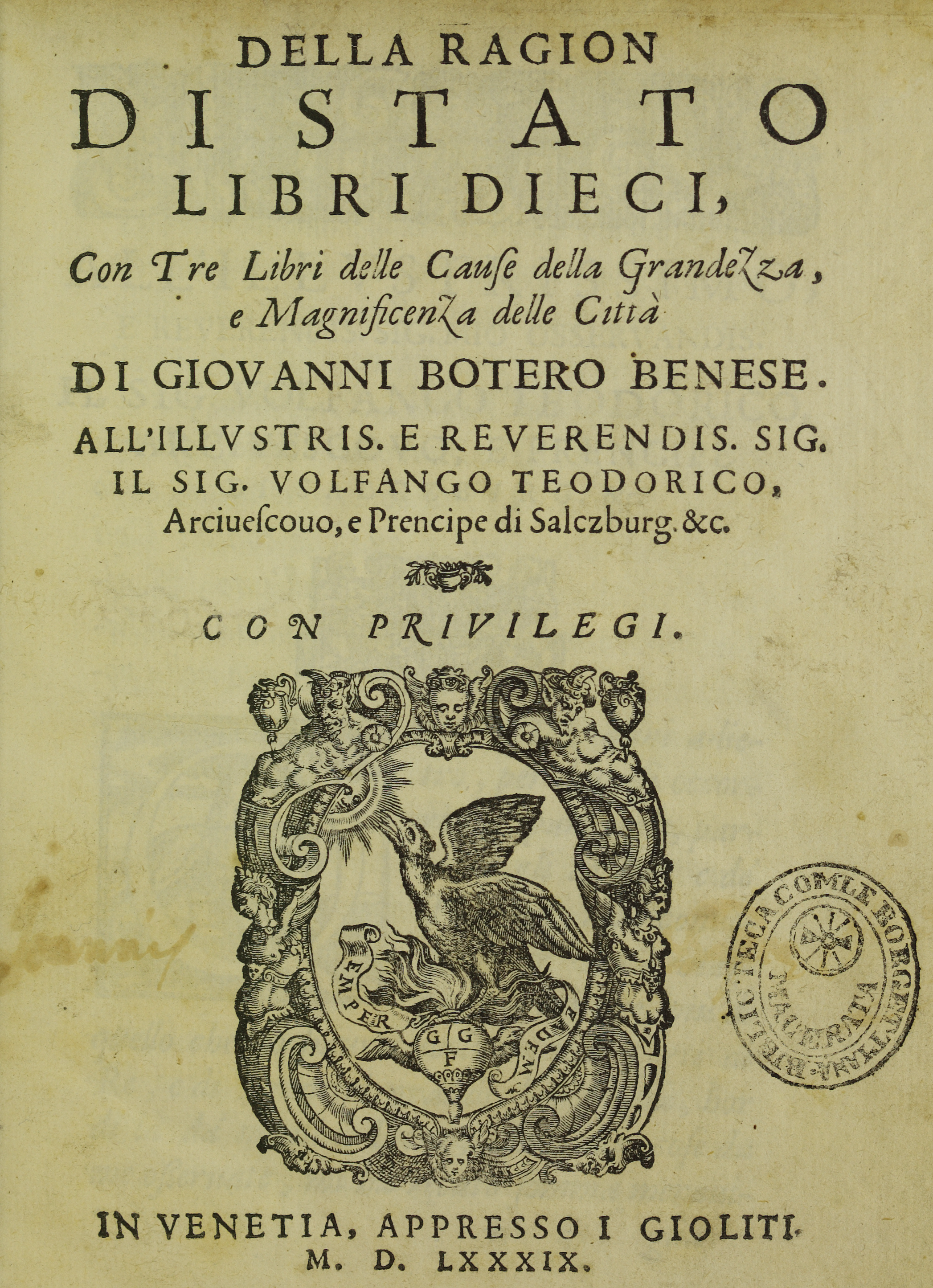
Della ragion di stato, 1589

Della ragion di Stato est le tout premier traité consacré à la raison d'État et ouvre ainsi un débat philosophico-politique qui va donner lieu à de très nombreux ouvrages, d'abord en Italie puis dans une grande partie de l'Europe. Le livre entretient un rapport étroit et ambivalent avec l'œuvre de Nicolas Machiavel, mêlant anti-machiavélisme et reprise de la langue et de la pensée du Secrétaire florentin, le tout mâtiné d'un aristotélisme convenu. Derrière l'affichage de l'opposition à Machiavel, Botero s'attaque à la pensée politico-juridique française, représentée surtout par Jean Bodin, qui inspire alors le parti des « Politiques », favorable à l'accession au trône d'Henri de Navarre (Henri IV) et à une politique de tolérance comme moyen de sortir des guerres de Religion. De la raison d'État entend répondre à l'urgence, exprimée alors par les plus hautes autorités de l'Église romaine, de développer une pensée politique catholique qui prenne en compte dans toute son extension le problème du gouvernement de l'État territorial moderne. Comme le résume Michel Senellart, le défi de Botero est de « concilier deux exigences contradictoires : – l’une politique : l’État doit tendre vers le maximum de puissance pour exister ; – l’autre ecclésiastique : la puissance de l’État ne doit pas être telle que l’on ne puisse concevoir une autorité qui lui soit supérieure (en l’occurrence, celle de l’Église) ». Pour résoudre la difficulté, « Botero effectue une opération originale : il place la question économique au cœur même de la pensée politique et de la théorie de l’État. » Outre une alliance étroite entre les pouvoirs temporel et spirituel et une forte confessionnalisation de la politique, l'auteur prône un développement et un usage intensif de nouveaux savoirs de gouvernement, dont l'objectif doit être avant tout la conservation de l'État. Dès l'ouverture de son livre, il définit la raison d'État en ces termes : « la raison d'État est la connaissance [notizia] des moyens propres à fonder, conserver et accroître » l'État. C'est pourquoi la prudence est définie comme une somme de savoirs, au premier rang desquels apparaissent les sciences, encore balbutiantes, qui bien plus tard prendront le nom de sciences humaines et sociales: économie, géographie humaine et géographie religieuse, statistique, démographie, etc. Est ainsi mise en place une relation plus complexe entre les princes, leurs sujets et leurs territoires. Cette pensée offre une version à la fois riche et nuancée du mercantilisme.
L'ouvrage Des causes de la grandeur des villes fut publié à Rome en 1588, et traduit en espagnol, allemand, latin et anglais de 1592 à 1635. Il présente des aspects et concepts économiques qui seront plus tard développés par l'économie politique anglaise (William Petty, Richard Cantillon, Adam Smith, David Ricardo et Thomas Malthus).

## Publications de Botero
- (it) Del dispregio del mondo libri cinque, Apprsso Francesco & Simon Tini, fratelli, Milan, 1584 (lire en ligne)
- (it) Discorso de vestigii, et argomenti della fede catholica ritrouata nell'India da' portoghesi, e nel mondo nuouo da' castigliani, Appresso Giovanni Martinelli, Rome, 1588 (lire en ligne)
- (it) Della ragion di stato. Libri dieci, con tre libri delle cause della grandezza e magnificenza della cità, Appresso I Gioliti, Venetia, 1589 (lire en ligne)
- (it) Aggiunte di Gio. Botero alla sua ragion di stato, con una relazione del mare, Pavie, 1598, Venise, 1598 et 1606 (lire en ligne)
- (it) Della ragion di Stato e Delle cause della grandezza delle città (Venezia 1598), Arnaldo Forni, Bologne 1990: reproduction fac-similé de l'édition définitive de 1598
  - (it) Della ragion di Stato, C. Continisio (éd.), Donzelli, Rome 1997: reproduction de l'édition princeps de 1589
  - De la raison d'État (1589-1598), trad. de l'italien par Pierre Benedittini et Romain Descendre, Paris, Gallimard, coll. « Bibliothèque de Philosophie », 2014  (ISBN 978-2-07-013584-4)
- Des causes de la grandeur des villes  (trad. de l'italien), Paris, Rue d'Ulm, coll. « Collection Versions françaises », 2014, 188 p. (ISBN 978-2-7288-0507-5)
- (it) Dell'vffitio del cardinale libri 2, per Nicolò Mutij, Rome, 1599 (lire en ligne)
- (it) Relationi vniuersali di Giouanni Botero Benese diuise in quattro parti. Nouamente reuiste, corrette, & ampliate dall'istesso auttore. Et aggiuntoui in questa vltima impressione la figurata descrittione intagliata in rame, di tutti i paesi del mondo, Rome, 1591, Vicence, 1595, Venise, 1596, Brescia, 1599, Turin, 1601 (lire en ligne)
- (it) Relationi vniuersali di Giouanni Botero Benese diuise in quattro parti, Vicenza, 1595.
- (it) La prima seconda parte de' prencipi christiani, Appresso Gio. Dominico Tarino, Turin, 1601 (lire en ligne)
- (it) Relatione della republica venetiana, di Giovanni Botero Benese, al Sereniss. Prencipe, et all'Illustrissimo, & Eccellentissimo Senato di Venetia. Con un discorso intorno allo stato della Chiesa, appresso Giorgio Varisco, Venetia, 1605 (lire en ligne)
- (it) Detti memorabili di personnagi illustri, appartenenti al governi di stato, Turin, 1608 & 1614 (lire en ligne)
- (it) Discorso della lega contro il Turco, Turin, 1614 (lire en ligne)